# ЛФГ Роланд WD
ЛФГ Роланд WD је немачки морнарички ловац. Авион је први пут полетео 1917. године. 

Направљен је само један прототип.
Највећа брзина у хоризонталном лету је износила 164 km/h. Практична највећа висина лета је износила 4200 метара а брзина пењања 142 метара у минути. Размах крила је био 8,90 метара а дужина 6,80 метара. Маса празног авиона је износила 740 килограма а нормална полетна маса 986 килограма. Био је наоружан једним синхронизованим митраљезом ЛМГ 08/15 Шпандау (LMG 08/15 Spandau) калибра 7,92 mm.

## Наоружање
| Наоружање авиона: ЛФГ Роланд   |      |
| Ватрено (стрељачко) наоружање  |      |
| Топ                            |      |
| Митраљез                       |      |
| Број и ознака митраљеза        | 1    |
| Калибар                        | 7,92 |
| Бомбардерско наоружање (бомбе) |      |
| Ракетно наоружање (ракете)     |      |